# Saint-Marcel-lès-Valence
 Saint-Marcel-lès-Valence  là một xã thuộc tỉnh Drôme trong vùng Auvergne-Rhône-Alpes đông nam nước Pháp.